# Championnat de France de rugby à XV de 2e division 2013-2014
Navigation
Pro D2 2012-2013 Pro D2 2014-2015
Le championnat de France de rugby à XV de 2e division 2013-2014 ou Pro D2 2013-2014 se déroule du 31 août 2013 au 24 mai 2014. La compétition se divise en deux phases, une phase régulière en aller-retour où l'on détermine le vainqueur, puis une phase de barrage dite play-off pour déterminer le second promu en Top 14, entre le deuxième et le cinquième. Les deux derniers sont relégués en Fédérale 1.
Cette saison, le SU Agen et le Stade montois disputent la compétition, ayant été relégués du Top 14. L'US bressane et le CS Bourgoin-Jallieu, finalistes de la Fédérale 1, ont été promus pour disputer cette saison de Pro D2.

## Règlement
Seize équipes participent au championnat Pro D2. L'équipe terminant 1re accède au Top 14. Les équipes classées 2e, 3e, 4e et 5e disputent des demi-finales qualificatives pour la montée en Top 14. L'équipe classée 2e reçoit celle classée 5e, et celle classée 3e accueille celle classée 4e pour les demi-finales. Les deux vainqueurs des demi-finales se rencontrent sur terrain neutre pour la finale. Le vainqueur de cette finale accède au Top 14. Les équipes classées 15e et 16e sont reléguées en division inférieure.

## Liste des équipes en compétition
| SU Agen SC Albi FC Auch Stade aurillacois Béziers Bourg-en-Bresse Bourgoin-Jallieu US · Carcassonne Colomiers rugby US Dax Lyon OU Stade montois RC Narbonne Section paloise Stade rochelais Tarbes · Pyrénées |

| Club                | Budget 2013-14 en millions d'euros | Classement en 2012-13 | Entraîneur | Stade                          | Capacité |
| ------------------- | ---------------------------------- | --------------------- | --- | ------------------------------ | -------- |
| SU Agen             | 9,01                               | 13 (Top 14)           | Philippe Sella Mathieu Blin Jean-Jacques Crenca Stéphane Prosper                                                     | Stade Armandie                 | 14 000   |
| SC Albi             | 5,19                               | 11                    | Henry Broncan Jean-Christophe Bacca Rémy Ladauge                                                                     | Stadium municipal              | 12 058   |
| FC Auch             | 2,41                               | 13                    | Grégory Patat Julien Sarraute                                                                                        | Stade Jacques-Fouroux          | 7 000    |
| Stade aurillacois   | 3,65                               | 5                     | Jeremy Davidson Thierry Peuchlestrade                                                                                | Stade Jean-Alric               | 10 000   |
| AS Béziers          | 4,81                               | 12                    | Christophe Hamacek Manny Edmonds                                                                                     | Stade de la Méditerranée       | 18 555   |
| US bressane         | 3,90                               | 1 (Fédérale 1)        | Franck Maréchal Yoann Boulanger                                                                                      | Stade Marcel-Verchère          | 11 400   |
| CS Bourgoin-Jallieu | 3,82                               | 2 (Fédérale 1)        | Laurent Mignot Pascal Peyron Alexandre Péclier                                                                       | Stade Pierre-Rajon             | 9 441    |
| US Carcassonne      | 3,63                               | 7                     | Christian Labit (démission le 1er novembre) Christian Gajan (nommé le 6 janvier) Philippe Guicherd Alexandre Jaffrès | Stade Albert-Domec             | 10 000   |
| Colomiers rugby     | 5,54                               | 10                    | Bernard Goutta Philippe Filiatre                                                                                     | Stade Michel-Bendichou         | 11 000   |
| US Dax              | 4,14                               | 14                    | Richard Dourthe Jérôme Daret                                                                                         | Stade Maurice-Boyau            | 16 170   |
| Lyon OU             | 14,87                              | 8                     | Tim Lane Olivier Azam                                                                                                | Matmut Stadium                 | 8 000    |
| Stade montois       | 4,83                               | 14 (Top 14)           | Christophe Laussucq Scott Murray                                                                                     | Stade Guy-Boniface             | 10 000   |
| RC Narbonne         | 4,61                               | 9                     | Justin Harrison Chris Whitaker                                                                                       | Parc des sports et de l'amitié | 12 000   |
| Section paloise     | 8,54                               | 3                     | David Aucagne Joël Rey                                                                                               | Stade du Hameau                | 13 800   |
| Stade rochelais     | 8,57                               | 4                     | Patrice Collazo Fabrice Ribeyrolles                                                                                  | Stade Marcel-Deflandre         | 12 500   |
| Tarbes Pyrénées     | 4,99                               | 6                     | Pierre-Henry Broncan Nicolas Nadau                                                                                   | Stade Maurice-Trélut           | 15 000   |

## Joueurs internationaux
10 joueurs ont porté le maillot de l’équipe de France et sont présents dans le championnat de Pro D2 cette année :
| Joueur                    | Club                  | Position             |
| ------------------------- | --------------------- | -------------------- |
| David Skrela              | Colomiers             | demi d'ouverture     |
| Sébastien Chabal          | Lyon OU               | Troisième ligne      |
| Lionel Nallet             | Lyon OU               | deuxième ligne       |
| Rémy Martin               | AS Béziers            | troisième ligne aile |
| Jean Bouilhou             | Section paloise       | troisième ligne aile |
| Renaud Boyoud             | US Dax                | Pilier               |
| Nicolas Laharrague        | Tarbes Pyrénées Rugby | demi d'ouverture     |
| Lionel Mazars             | SU Agen               | Centre               |
| Jean-Philippe Grandclaude | Stade rochelais       | Centre               |
| Pierre Corréia            | Stade Montois         | Pilier               |

## Résumé des résultats

### Classement de la saison régulière
| Rang | Club                    | J  | V  | N | D  | Bo | Bd | Pm  | Pe  | Diff | Pts |
| ---- | ----------------------- | -- | -- | - | -- | -- | -- | --- | --- | ---- | --- |
| 1    | Lyon OU                 | 30 | 25 | 0 | 5  | 14 | 3  | 877 | 480 | +397 | 117 |
| 2    | SU Agen (R)             | 30 | 21 | 0 | 9  | 7  | 7  | 774 | 534 | +240 | 98  |
| 3    | Stade rochelais         | 30 | 21 | 1 | 8  | 7  | 5  | 723 | 476 | +247 | 98  |
| 4    | Section paloise         | 30 | 20 | 1 | 9  | 5  | 6  | 635 | 503 | +132 | 93  |
| 5    | RC Narbonne             | 30 | 18 | 1 | 11 | 8  | 6  | 801 | 603 | +198 | 88  |
| 6    | Tarbes PR               | 30 | 17 | 1 | 12 | 5  | 5  | 658 | 577 | +81  | 80  |
| 7    | Stade montois (R)       | 30 | 12 | 3 | 15 | 4  | 10 | 597 | 575 | +22  | 68  |
| 8    | CS Bourgoin-Jallieu (P) | 30 | 13 | 2 | 15 | 4  | 7  | 597 | 598 | -1   | 67  |
| 9    | Colomiers Rugby         | 30 | 13 | 2 | 15 | 1  | 9  | 568 | 532 | +36  | 66  |
| 10   | AS Béziers              | 30 | 11 | 1 | 18 | 3  | 11 | 521 | 688 | -167 | 60  |
| 11   | Stade aurillacois       | 30 | 12 | 0 | 18 | 4  | 7  | 602 | 709 | -107 | 59  |
| 12   | SC Albi                 | 30 | 11 | 2 | 17 | 1  | 5  | 603 | 728 | -125 | 54  |
| 13   | US Dax                  | 30 | 11 | 2 | 17 | 0  | 5  | 457 | 705 | -248 | 53  |
| 14   | US Carcassonne          | 30 | 10 | 0 | 20 | 0  | 10 | 580 | 795 | -215 | 50  |
| 15   | FC Auch                 | 30 | 8  | 3 | 19 | 2  | 4  | 485 | 759 | -274 | 44  |
| 16   | US bressane (P)         | 30 | 7  | 1 | 22 | 0  | 11 | 537 | 753 | -216 | 41  |

|  | Champion de France de Pro D2, promu en Top 14 (no 1).                                                                   |
|  | Participation aux phases finales de barrage pour déterminer le vice-champion, promu en Top 14 (no 2, no 3, no 4, no 5). |
|  | Relégation en Fédérale 1 (no 15 et no 16).                                                                              |
|  | R : relégués 2013 • P : promus 2013                                                                                     |

Attribution des points : victoire sur tapis vert : 5, victoire : 4, match nul : 2, défaite : 0, forfait : -2 ; plus les bonus (offensif : 3 essais de plus que l'adversaire ; défensif : défaite par 7 points d'écart ou moins; les deux bonus peuvent se cumuler: ainsi une équipe qui perdrait 21-24 en ayant inscrit trois essais tandis que le vainqueur a marqué 8 pénalité marquerait deux points).
Règles de classement : 1. points terrain (bonus compris) ; 2. points terrain obtenus dans les matches entre équipes concernées ; 3. différence de points dans les matches entre équipes concernées ; 4. différence entre essais marqués et concédés dans les matches entre équipes concernées ; 5. différence de points générale ; 6. différence entre essais marqués et concédés ; 7. nombre de points marqués ; 8. nombre d'essais marqués ; 9. nombre de forfaits n'ayant pas entraîné de forfait général ; 10. place la saison précédente.

### Barrages d'accession en Top 14
|  | Demi-finales                                       | Demi-finales                        |             |    | Finale                                       | Finale                                       |
|  | Demi-finales                                       | Demi-finales                        |             |    | Finale                                       | Finale                                       |
|  |                                                    |                                     |             |    |                                              |                                              |
|  | 18 mai 2014 au Stade Armandie, Agen                | 18 mai 2014 au Stade Armandie, Agen |             |    | 25 mai 2014 au Stade Chaban-Delmas, Bordeaux | 25 mai 2014 au Stade Chaban-Delmas, Bordeaux |
|  | 18 mai 2014 au Stade Armandie, Agen                | 18 mai 2014 au Stade Armandie, Agen |             |    | 25 mai 2014 au Stade Chaban-Delmas, Bordeaux | 25 mai 2014 au Stade Chaban-Delmas, Bordeaux |
|  | [2] SU Agen                                        | 25                                  |             |    | 25 mai 2014 au Stade Chaban-Delmas, Bordeaux | 25 mai 2014 au Stade Chaban-Delmas, Bordeaux |
|  | [2] SU Agen                                        | 25                                  |             |    | 25 mai 2014 au Stade Chaban-Delmas, Bordeaux | 25 mai 2014 au Stade Chaban-Delmas, Bordeaux |
|  | [5] RC Narbonne                                    | 17                                  |             |    | 25 mai 2014 au Stade Chaban-Delmas, Bordeaux | 25 mai 2014 au Stade Chaban-Delmas, Bordeaux |
|  | [5] RC Narbonne                                    | 17                                  | [2] SU Agen | 22 |                                              |                                              |
|  | 18 mai 2014 au Stade Marcel-Deflandre, La Rochelle |                                     | [2] SU Agen | 22 |                                              |                                              |
|  |                                                    | [3] Stade rochelais                 | 31          |    |                                              |                                              |
|  | [3] Stade rochelais                                | [3] Stade rochelais                 | 31          | 35 |                                              |                                              |
|  | [3] Stade rochelais                                |                                     |             | 35 |                                              |                                              |
|  | [4] Section paloise                                | 18                                  |             |    |                                              |                                              |
|  | [4] Section paloise                                | 18                                  |             |    |                                              |                                              |

## Résultats détaillés

### Phase régulière

#### Tableau synthétique des résultats
L'équipe qui reçoit est indiquée dans la colonne de gauche.
| Clubs               | AGE   | ALB   | AUC   | AUR   | BEZ   | BEB   | BOU   | CAR   | COL   | DAX   | LOU   | MDM   | NAR   | PAU   | ASR   | TAR   |
| ------------------- | ----- | ----- | ----- | ----- | ----- | ----- | ----- | ----- | ----- | ----- | ----- | ----- | ----- | ----- | ----- | ----- |
| SU Agen             |       | 28-17 | 44-32 | 27-21 | 28-16 | 27-22 | 39-12 | 41-13 | 36-14 | 30-17 | 20-19 | 14-9  | 51-6  | 19-6  | 33-18 | 36-22 |
| SC Albi             | 12-17 |       | 22-15 | 30-29 | 33-15 | 31-24 | 16-6  | 24-13 | 21-19 | 36-5  | 10-30 | 25-29 | 28-24 | 19-20 | 12-25 | 14-26 |
| FC Auch             | 22-17 | 29-29 |       | 13-21 | 23-16 | 16-11 | 36-26 | 31-13 | 28-28 | 16-16 | 13-31 | 0-19  | 13-6  | 12-9  | 13-17 | 31-28 |
| Stade aurillacois   | 25-21 | 30-19 | 29-6  |       | 30-24 | 34-7  | 19-6  | 18-12 | 8-18  | 33-12 | 9-11  | 42-12 | 29-32 | 16-18 | 9-16  | 27-18 |
| AS Béziers          | 30-24 | 28-8  | 22-12 | 34-19 |       | 25-18 | 17-24 | 20-23 | 22-21 | 12-10 | 12-9  | 25-20 | 16-15 | 19-20 | 18-20 | 20-19 |
| US bressane         | 21-37 | 22-23 | 36-25 | 35-12 | 19-13 |       | 20-13 | 23-32 | 12-15 | 29-11 | 24-27 | 19-19 | 12-38 | 21-25 | 9-23  | 23-16 |
| CS Bourgoin-Jallieu | 12-6  | 9-12  | 32-6  | 38-17 | 19-13 | 18-13 |       | 20-29 | 18-19 | 37-3  | 34-33 | 37-31 | 23-16 | 33-12 | 16-16 | 22-9  |
| US Carcassonne      | 12-26 | 43-31 | 30-27 | 23-25 | 22-20 | 17-19 | 16-18 |       | 19-12 | 18-16 | 38-52 | 19-13 | 13-23 | 27-33 | 14-34 | 26-31 |
| Colomiers rugby     | 22-35 | 6-6   | 29-6  | 50-3  | 19-12 | 19-9  | 18-12 | 29-13 |       | 20-3  | 23-24 | 18-11 | 32-16 | 9-15  | 14-20 | 9-19  |
| US Dax              | 23-18 | 22-8  | 14-11 | 30-16 | 27-13 | 23-20 | 25-25 | 20-26 | 18-15 |       | 11-34 | 18-15 | 18-20 | 11-10 | 12-9  | 26-15 |
| Lyon OU             | 19-16 | 32-25 | 40-12 | 45-16 | 52-5  | 64-3  | 22-6  | 35-10 | 27-10 | 31-8  |       | 34-17 | 25-6  | 39-7  | 25-14 | 31-13 |
| Stade montois       | 9-12  | 31-18 | 33-10 | 26-19 | 11-11 | 29-6  | 16-12 | 18-12 | 24-33 | 40-0  | 14-21 |       | 15-10 | 12-12 | 31-28 | 21-15 |
| RC Narbonne         | 33-24 | 40-19 | 59-0  | 34-23 | 52-12 | 36-26 | 39-9  | 56-10 | 22-19 | 64-20 | 22-6  | 19-13 |       | 25-19 | 25-17 | 19-19 |
| Section paloise     | 12-11 | 28-27 | 27-12 | 20-9  | 41-7  | 34-15 | 33-20 | 38-7  | 16-0  | 21-15 | 19-22 | 25-15 | 25-15 |       | 18-19 | 37-10 |
| Stade rochelais     | 17-25 | 41-9  | 17-6  | 29-0  | 27-7  | 37-10 | 29-24 | 22-15 | 37-13 | 23-10 | 26-27 | 32-16 | 48-17 | 28-23 |       | 18-3  |
| Tarbes Pyrénées     | 21-12 | 42-19 | 38-9  | 43-14 | 23-17 | 14-9  | 18-16 | 20-15 | 20-15 | 40-13 | 37-10 | 29-28 | 19-12 | 9-12  | 22-16 |       |

|  | Victoire à domicile |  | Match nul |  | Défaite à domicile |

#### Détail des résultats
Les points marqués par chaque équipe sont inscrits dans les colonnes centrales (3-4) alors que les essais marqués sont donnés dans les colonnes latérales (1-6). Les points de bonus sont symbolisés par une bordure bleue pour les bonus offensifs (trois essais de plus que l'adversaire), jaune pour les bonus défensifs (défaite avec au plus sept points d'écart), verte si les deux bonus sont cumulés.

#### Évolution du classement
| Club                | 1  | 2  | 3  | 4  | 5  | 6  | 7  | 8  | 9  | 10 | 11 | 12 | 13 | 14 | 15 | 16 | 17 | 18 | 19 | 20 | 21 | 22 | 23 | 24 | 25 | 26 | 27 | 28 | 29 | 30 |
| ------------------- | -- | -- | -- | -- | -- | -- | -- | -- | -- | -- | -- | -- | -- | -- | -- | -- | -- | -- | -- | -- | -- | -- | -- | -- | -- | -- | -- | -- | -- | -- |
| SU Agen             | 4  | 3  | 6  | 3  | 2  | 3  | 2  | 4  | 3  | 3  | 3  | 2  | 4  | 4  | 3  | 2  | 2  | 2  | 2  | 3  | 3  | 4  | 4  | 3  | 3  | 3  | 3  | 3  | 3  | 2  |
| SC Albi             | 13 | 16 | 16 | 16 | 16 | 16 | 16 | 12 | 13 | 13 | 14 | 14 | 13 | 13 | 12 | 13 | 13 | 13 | 13 | 13 | 13 | 13 | 13 | 13 | 13 | 13 | 12 | 12 | 12 | 12 |
| FC Auch             | 16 | 12 | 12 | 12 | 15 | 13 | 15 | 15 | 16 | 15 | 16 | 15 | 16 | 16 | 16 | 15 | 16 | 14 | 15 | 15 | 16 | 16 | 16 | 15 | 16 | 16 | 16 | 16 | 16 | 15 |
| Stade aurillacois   | 14 | 5  | 10 | 7  | 5  | 5  | 4  | 3  | 4  | 5  | 5  | 6  | 7  | 8  | 8  | 9  | 9  | 8  | 9  | 8  | 9  | 8  | 9  | 9  | 8  | 8  | 8  | 10 | 10 | 11 |
| AS Béziers          | 8  | 10 | 7  | 9  | 8  | 8  | 9  | 11 | 12 | 11 | 13 | 11 | 12 | 11 | 13 | 12 | 11 | 11 | 11 | 12 | 11 | 12 | 11 | 12 | 11 | 11 | 11 | 11 | 11 | 10 |
| US bressane         | 12 | 14 | 8  | 14 | 11 | 12 | 12 | 15 | 14 | 16 | 15 | 16 | 15 | 14 | 14 | 14 | 14 | 15 | 14 | 14 | 14 | 14 | 14 | 14 | 14 | 14 | 14 | 15 | 15 | 16 |
| CS Bourgoin-Jallieu | 5  | 8  | 4  | 8  | 6  | 7  | 7  | 8  | 7  | 7  | 6  | 5  | 5  | 5  | 6  | 7  | 8  | 9  | 8  | 9  | 8  | 9  | 7  | 8  | 7  | 7  | 7  | 7  | 8  | 8  |
| US Carcassonne      | 15 | 15 | 13 | 15 | 14 | 15 | 13 | 14 | 15 | 14 | 12 | 13 | 14 | 15 | 15 | 16 | 15 | 16 | 16 | 16 | 15 | 15 | 15 | 16 | 15 | 15 | 15 | 14 | 14 | 14 |
| Colomiers rugby     | 11 | 7  | 5  | 4  | 4  | 4  | 6  | 7  | 6  | 6  | 8  | 7  | 8  | 6  | 7  | 6  | 6  | 6  | 7  | 7  | 7  | 7  | 8  | 7  | 9  | 10 | 10 | 9  | 7  | 9  |
| US Dax              | 7  | 13 | 15 | 11 | 12 | 14 | 14 | 13 | 11 | 12 | 10 | 12 | 11 | 12 | 10 | 10 | 10 | 10 | 10 | 10 | 10 | 11 | 10 | 11 | 12 | 12 | 13 | 13 | 13 | 13 |
| Lyon OU             | 2  | 1  | 1  | 1  | 1  | 1  | 1  | 1  | 1  | 1  | 1  | 1  | 1  | 1  | 1  | 1  | 1  | 1  | 1  | 1  | 1  | 1  | 1  | 1  | 1  | 1  | 1  | 1  | 1  | 1  |
| Stade montois       | 6  | 9  | 11 | 13 | 10 | 11 | 11 | 10 | 10 | 10 | 11 | 9  | 10 | 9  | 11 | 11 | 12 | 12 | 12 | 11 | 12 | 10 | 12 | 10 | 10 | 9  | 9  | 8  | 9  | 7  |
| RC Narbonne         | 3  | 11 | 14 | 10 | 13 | 9  | 8  | 6  | 8  | 8  | 7  | 8  | 6  | 7  | 5  | 5  | 5  | 5  | 5  | 5  | 5  | 5  | 3  | 5  | 4  | 5  | 5  | 5  | 5  | 5  |
| Section paloise     | 1  | 2  | 2  | 5  | 7  | 6  | 5  | 5  | 5  | 4  | 4  | 4  | 2  | 3  | 2  | 4  | 3  | 3  | 4  | 4  | 4  | 3  | 5  | 4  | 5  | 4  | 4  | 4  | 4  | 4  |
| Stade rochelais     | 10 | 4  | 3  | 2  | 3  | 2  | 3  | 2  | 2  | 2  | 2  | 3  | 3  | 2  | 4  | 3  | 4  | 4  | 3  | 2  | 2  | 2  | 2  | 2  | 2  | 2  | 2  | 2  | 2  | 3  |
| Tarbes PR           | 9  | 6  | 9  | 6  | 9  | 10 | 10 | 9  | 9  | 9  | 9  | 10 | 9  | 10 | 9  | 8  | 7  | 7  | 6  | 6  | 6  | 6  | 6  | 6  | 6  | 6  | 6  | 6  | 6  | 6  |

## Statistiques

### Meilleurs réalisateurs
| Rang | Joueur               | Club                  | Position         | Points | Essais | Transf. | Pén. | Drops |
| ---- | -------------------- | --------------------- | ---------------- | ------ | ------ | ------- | ---- | ----- |
| 1    | Fabien Fortassin     | Stade rochelais       | Demi d'ouverture | 375    | 6      | 48      | 80   | 3     |
| 2    | Samuel Marques       | SC Albi               | Demi de mêlée    | 320    | 5      | 20      | 85   | 0     |
| 3    | Maxime Petitjean     | Stade aurillacois     | Demi d'ouverture | 319    | 3      | 32      | 76   | 4     |
| 4    | Clint Eadie          | US bressane           | Demi d'ouverture | 312    | 3      | 18      | 86   | 1     |
| 5    | Ashley Moeke         | Tarbes Pyrénées rugby | Demi d'ouverture | 299    | 4      | 27      | 75   | 0     |
| 6    | Burton Francis       | SU Agen               | Demi d'ouverture | 295    | 1      | 40      | 68   | 2     |
| 7    | Pierre-Alexandre Dut | Stade Montois         | Demi d'ouverture | 260    | 0      | 25      | 65   | 5     |
| 8    | Lachie Munro         | Lyon OU               | Demi d'ouverture | 249    | 2      | 61      | 39   | 0     |
| 9    | Jérémy Gondrand      | CS Bourgoin-Jallieu   | Demi d'ouverture | 225    | 6      | 30      | 38   | 7     |
| 10   | Daniel Halangahu     | RC Narbonne           | Demi d'ouverture | 223    | 4      | 28      | 49   | 0     |

### Meilleurs marqueurs
| Rang | Joueur               | Club                  | Position        | Essais |
| ---- | -------------------- | --------------------- | --------------- | ------ |
| 1    | Mosese Ratuvou       | Lyon OU               | Ailier          | 21     |
| 2    | Sakiusa Navakadretia | RC Narbonne           | Ailier          | 13     |
| 3    | Elijah Niko          | Section paloise       | Ailier          | 12     |
| 4    | Taylor Paris         | SU Agen               | Ailier          | 11     |
| 5    | Randall Kamea        | CS Bourgoin-Jallieu   | Ailier          | 10     |
| 6    | Conrad Marais        | AS Béziers            | Ailier          | 9      |
| -    | Leka Tagotago        | SU Agen               | Ailier          | 9      |
| -    | Sébastien Chabal     | Lyon OU               | Troisième ligne |        |
| -    | Sionasa Vunisa       | Stade montois         | Ailier          |        |
| 10   | Julien Dumora        | Lyon OU               | Arrière         | 8      |
| -    | Vungakoto Lilo       | Tarbes Pyrénées Rugby | Ailier          |        |